# Franklin (Vermont)
Franklin es un pueblo ubicado en el condado de Franklin en el estado estadounidense de Vermont. En el año 2010 tenía una población de 1.405 habitantes y una densidad poblacional de 13,3 personas por km².

## Geografía
Franklin se encuentra ubicado en las coordenadas 44°58′21″N 72°53′19″O / 44.97250, -72.88861.

## Demografía
Según la Oficina del Censo en 2000 los ingresos medios por hogar en la localidad eran de $39,926 y los ingresos medios por familia eran $40,156. Los hombres tenían unos ingresos medios de $27,589 frente a los $21,776 para las mujeres. La renta per cápita para la localidad era de $17,222. Alrededor del 5.5% de la población estaba por debajo del umbral de pobreza.